# José Aldunate
José Aldunate Lyon (Santiago, 5 de junio de 1917-Ib., 28 de septiembre de 2019) fue un sacerdote jesuita chileno, profesor de moral, sacerdote obrero y defensor de los derechos humanos durante la dictadura militar del general Augusto Pinochet. Fue galardonado con el Premio Nacional de los Derechos Humanos en 2016.

## Biografía

### Primeros años
Hijo de Carlos Aldunate Errázuriz y Adriana Lyon Lynch, es el segundo de cuatro hermanos: Carlos, el mayor, más dos hermanas menores, María y Pelagia. 
De familia acomodada, es educado por institutrices traídas de Inglaterra, por lo que aprende a hablar inglés antes que español. En 1928, la familia Aldunate Lyon se traslada a Inglaterra, donde permanece hasta 1930; José Aldunate estudia en el colegio jesuita Stonyhurst College, en Lancashire, junto a su hermano Carlos, mientras sus hermanas asisten a un colegio del Sagrado Corazón en Londres. Para José Aldunate, su "periodo inglés" resulta decisivo:

Tuve cierto éxito en rugby y tuve éxito en el estudio. Los primeros años no pero los últimos sí: era en general el primero del curso, aún en inglés le ganaba a los demás. No tuve problema en cuanto al idioma. Ese fue mi período inglés. No fue muy largo, de 1928 a 1930. Sin embargo fueron años muy decisivos en mi vida. Podemos decir que me forjé allá mi carácter, mi manera de ser.
José Aldunate

En 1930 y debido a la crisis económica, la familia retorna a Chile. José Aldunate ingresa al colegio San Ignacio, al igual que su hermano Carlos. En 1932, Carlos entra al noviciado jesuita, lo que repercute en José y lo hace reflexionar sobre su futuro: la ingeniería parecía el camino lógico, dado que las matemáticas eran su especialidad, pero José, muy unido a su hermano, se plantea seguirlo en su vocación de jesuita, por lo que lo visita en el noviciado para conocer la vida religiosa; al terminar el año, asiste a un retiro espiritual que resulta determinante en su vocación.

Fueron tres días de un fin de semana. En cierta manera ese retiro fundó toda mi existencia. Capté una cosa muy a fondo: que lo que valía en la vida era no ésta existencia terrenal que tenemos, sino que la vida eterna. Esa norma de que hemos nacido para la vida eterna. Más vale la eternidad que dura para siempre, que ser feliz durante una existencia que dura tan poco. La vida pasa, la eternidad permanece.
José Aldunate

Dedicó los primeros meses de 1933 a reflexionar sobre su vocación; finalmente, encuentra respuestas en la lectura de las historias de los discípulos de san Francisco de Asís y, en febrero, decide hacerse jesuita.

Ellos escogieron esa vida, andar por el mundo sin llevar nada, viviendo de limosnas, hablando a la gente de Dios. Eso de andar por el mundo, la idea de salir de lo ordinario me atrajo mucho. Eso de casarme, de tener un fundo, poder administrar y tener mucha plata o responsabilidades no me atraía en nada.
José Aldunate

### Formación, cargos y misiones en laCompañía de Jesús
En marzo de 1933, José Aldunate ingresa al Noviciado jesuita en Chillán. El 1 de abril de 1935, realiza sus primero votos como religioso. Se traslada a  Argentina para su Juniorado y luego a Antofagasta para su Magisterio, durante el cual enseña en  el colegio San Luis; más tarde, regresa a Argentina a terminar sus estudios de Teología. El 23 de diciembre de 1946, se ordena sacerdote en San Miguel, Buenos Aires. Viaja entonces a Europa a estudiar Moral, primero en Roma, luego en la Universidad Gregoriana y, por último, en la Universidad de Lovaina. Obtiene el grado de Doctor en Moral con la tesis Moral y economía en el pensamiento de Luigi Taparelli D´Azeglio.
En 1950, regresa a Chile; su primera tarea, encomendada por el padre provincial Álvaro Lavín, es ayudar al padre Alberto Hurtado en la Acción Sindical Chilena (ASICH), algo de gran interés para Aldunate, por la posibilidad de relacionar Moral y Economía, tema de su tesis doctoral. Para José Aldunate, la herencia que le deja el padre Hurtado se resume en dos grandes lecciones: la importancia de la justicia y la opción por los pobres.

Llegó un momento en que el padre Hurtado comprendió que lo decisivo no era la caridad, la bondad, hacer el bien. Lo decisivo era la justicia. La sociedad debía ante todo buscar la justicia, que está más allá de la caridad. Hay que ser justo en primer término y después pensar en ser caritativo. Un empresario debía pagar salarios justos y después podía hacer la caridad.
José Aldunate

Además de su trabajo en la ASICH, José Aldunate inicia su labor de profesor de Moral en la Pontificia Universidad Católica de Chile. En 1952 es, además, Maestro de Novicios; luego, director de la revista Mensaje y Superior del Centro de Investigaciones Socioculturales CISOC-Bellarmino; por último, es nombrado Provincial de los jesuitas en Chile. 
La década de 1960 está marcada por cambios en el mundo y en la Iglesia, con el Concilio Vaticano II, lo que define el rumbo de Aldunate.

### Vida como jesuita obrero
Aunque lo normal en una carrera es ascender a lo largo de los años, por la experiencia y el trabajo,  para el padre José Aldunate la vida toma  un rumbo distinto al corriente: de superior de los jesuitas de Chile decide convertirse en un cura obrero.

Había cumplido con mis tareas de Provincial, entonces me sentí más libre. Dije ¿por qué no pruebo un poco la inserción en el mundo obrero? Si yo estaba hablando de justicia en mi cátedra como profesor de moral, me daba la impresión de que no estaba responsabilizándome de lo que es en verdad la justicia. Jesús dice que no el que habla sino el que hace la voluntad de Dios, ése cumple. Yo me acordaba del “padre Gatica”, que predica y no practica. No quería ser un padre Gatica, pero vi que no me acercaba al que sufría injusticia.
José Aldunate

En 1973, acepta la invitación del sacerdote holandés Juan Caminada, para asistir a un mes de reflexión sobre la posibilidad de convertirse en sacerdote obrero, en Calama, cuna del movimiento. Para Caminada, un sacerdote obrero debe convertirse en un verdadero obrero para repensar su vocación y la Iglesia, ya que, para él, solo una inserción real  permite opinar sobre cómo debe ser la Iglesia renovada. El padre Aldunate se traslada a Calama junto a otros 14 sacerdotes y vive con ellos un mes de reflexión, interrumpido por una semana de trabajo obrero en Chuquicamata; terminado agosto de 1973, cada uno discierne si desea seguir en el movimiento. El padre Aldunate toma la opción de hacerse obrero, «pero sin dejar la cátedra, sino que siendo un obrero que enseña moral no solo en teoría sino que en la misma praxis». En la práctica, decide trabajar como obrero seis meses del año y continuar con su trabajo académico en la Universidad Católica los otros seis meses, rutina que mantiene por cinco años.
En septiembre de 1973, se traslada a Concepción, contratado como ayudante de carpintero por una empresa constructora. En su segundo día de trabajo, el 11 de septiembre, se produce el Golpe de Estado en Chile de 1973; los militares allanan la población donde vive Aldunate, allanan su casa y se llevan libros  y revistas que les parecen sospechosos, como los volúmenes de la Revista Mensaje; arrestan, además, a todos los sacerdotes obreros menos a él, aunque después son liberados. Tiempo después regresa a la capital; durante su período obrero en Santiago vive con el jesuita Ignacio Vergara Tagle; primero, en una mediagua construida por el padre Vergara Tagle en Villa México, Cerrillos; luego, en otra mediagua levantada por Vergara Tagle, en  Montijo, Pudahuel. El Padre Aldunate «era el encargado de las comidas: comíamos porotos tres o cuatro días a la semana y pollo arvejado los otros. Ahí comencé a hacer un poco de estadística de los precios de las cosas. Veía el costo de vida del obrero y cuánto gasta. Con esos datos creamos un IPC del obrero».
En sus cinco años de cura obrero, Aldunate experimenta un cambio de paradigma y se hace teólogo de la liberación, convencido de que la Teología de la Liberación  es la traducción del Concilio Vaticano II para Latinoamérica:

Esta teología fue la que incluyó la opción por los pobres: para realizar el sueño de Dios, que es una humanidad fraternal, hay que comenzar por luchar contra la pobreza, crear equidad, crear justicia en este mundo. Al pasar al mundo obrero me sentí instintivamente solidario de su mundo, preocupado de la justicia, sintiendo constantemente esa distancia que hay entre el rico y el pobre. Una distancia que es excesiva, injusta, una injusticia estructural. Uno quiere entonces cambiar las estructuras del país, hacer cambios más revolucionarios.
José Aldunate

En el año 1984, se incorpora a la comunidad de jesuitas de La Palma, cerca de la Parroquia Jesús Obrero, en Estación Central. donde reside por diez años. Después vive con los estudiantes en el Teológico por cinco años. Por último, se traslada a la Comunidad de la Residencia San Ignacio, junto al Colegio San Ignacio (Santiago centro), donde permanece hasta ahora.

### Servicio social durante la dictadura militar[10]

#### Ayuda a perseguidos políticos
Durante el tiempo de la dictadura, el padre José Aldunate defiende activamente los derechos humanos y ayuda a personas amenazadas por el régimen; junto a su amigo, el padre Roberto Bolton, ingresa a 23 personas en la nunciatura, embajada de la Santa Sede en Chile; dada la oposición del nuncio a abrir la puerta, las pasa por arriba de la muralla, lo que fuerza al nuncio a colaborar para sacarlas del país.

#### Fundación de medios de comunicación clandestinos
En 1975, Aldunate es invitado a crear una revista clandestina para difundir los hechos no cubiertos por la prensa oficial. Desestima la idea en un principio, por el riesgo que supone acceder a una imprenta y repartir ejemplares en medio de la dictadura militar; no obstante, pese a sus reparos iniciales, la creación de la revista se aprueba y, además, queda a su cargo. La publicación, llamada No podemos callar,  se entrega de mano en mano y es enviada a amigos de distintos lugares de Chile y también a exiliados en el extranjero; en París, se sacan 100 copias de cada número para repartirlas entre los refugiados. El padre Aldunate no solo escribe en la revista: se encarga de todo, incluyendo la impresión. Las copias se sacan en un mimeógrafo manejado por religiosas, de noche y en distintos lugares. Cuando el peligro se hace inminente, el nombre original de la revista se cambia por Policarpo; bajo este nuevo nombre, existe hasta 1995.
Luego el padre Aldunate continúa escribiendo para diferentes medios de comunicación.

#### Participación en el Equipo Misión Obrera
Durante los años de dictadura, Aldunate también participa en el Equipo Misión Obrera (EMO), que nace de los sacerdotes obreros. Para ampliar el grupo, se realizan retiros en Santiago, en los que participan laicos, religiosas y obreras. Algunos de los laicos del grupo son torturados y asesinados, como Catalina Gallardo y su marido Roberto. El padre Aldunate recuerda que ellos sospechaban que podrían matarlos, así que en una reunión de EMO hicieron un gesto muy conmovedor al «ofrecer a su hijito a Dios» si es que a ellos les pasaba algo.

Yo trabajaba junto a Kathy cuando me avisaron que la habían tomado presa los militares, a ella y su marido. Los torturaron, los mataron. Y a mí me tocó sacarla de la morgue, fui a reconocer su cadáver en la morgue. Tenía los ojos quemados, eran como dos cavidades. Casi no la reconocía. Fueron cuatro de la familia Gallardo que pasaron por la Villa Grimaldi, y terminaron en el cementerio. Recuerdo cuando los llevamos al cementerio, íbamos con cuatro cajones, toda la familia. Nos entregaron unos cajones no más, no pudimos revisar los cuerpos para no ver las torturas que les habían hecho. Sólo por el vidrio pudimos reconocer sus caras, testificar que estaban muertos y llevarlos a enterrar.
José Aldunate

#### Fundación delMovimiento contra la Tortura Sebastián Acevedo
En los años ochenta surgen las protestas masivas contra el régimen y se conocen testimonios de personas detenidas y torturadas por la CNI. Ante estos hechos, el padre Aldunate organiza un grupo de denuncia de la tortura que usa el «sistema Gandhi», es decir, la no violencia activa. Nace así el Movimiento Contra la Tortura Sebastián Acevedo, que realiza 180 protestas pacíficas en siete años; la primera, en septiembre de 1983, tiene lugar frente a un centro de torturas ubicado en avenida Borgoño; allí, un grupo de alrededor de setenta personas, liderado por Aldunate,  despliega un lienzo con la inscripción "Aquí se tortura", detiene el tránsito y canta "Yo te nombro Libertad", para llamar la atención sobre las prácticas del régimen militar; los que no son detenidos por Carabineros se meten en los carros policiales por la fuerza, con el objetivo de lograr con sus arrestos cobertura en los medios de comunicación.
El Movimiento Contra la Tortura Sebastián Acevedo se forma poco a poco y cuenta con la participación de laicos, laicas, religiosos y religiosas; admite a todo el que quiera  protestar, evaluando con cuidado a los participantes para evitar infiltrados. El padre Aldunate es elegido para ejercer la vocería:

me tocaba mantener la ortodoxia del movimiento que era no violento, apolítico y cristiano. Mantener la pureza del movimiento era muy importante para mí. La infiltración de personas que no respetaran el espíritu pacífico lo podía hacer peligrar. De a poco se fue haciendo más democrático y luego se empezó a elegir a un comité director.
José Aldunate

#### Apoyo a laAgrupación de Familiares de Detenidos Desaparecidos
Durante la dictadura, el padre Aldunate apoya activa y cercanamente a la Agrupación de Familiares de Detenidos Desaparecidos, compuesta mayoritariamente por mujeres, y  las acompaña en diversas ocasiones, cuando marchan por las calles con las fotografías de sus seres queridos. Cuando aparecen cuerpos, cumple una función litúrgica. Cuando realizan huelga de hambre, ayuna con ellas.

Yo estaba lleno de admiración por ellas, las acompañé a veces en algunas de sus actividades, por ejemplo en Lonquén, cuando se descubrieron los cuerpos, y también en Villa Baviera. Cuando aparecía uno de los cadáveres yo cumplía una función litúrgica. Lo más importante fue cuando las acompañé en una larga huelga de hambre que hicieron durante 17 días. Yo ayuné con ellas durante 14. Estuvimos en la Iglesia de Jesús Obrero, en la capilla donde estaban los restos del padre Hurtado, antes de su traslado al Santuario. Participaron varios sacerdotes, sólo tomábamos agua. Fue una experiencia muy marcadora. Muchas de esas mujeres eran comunistas, sin embargo mostraban la generosidad de alguien que se entrega por completo, por amor a su ser querido. Para muchas esto era el desahogo más completo que necesitaban, dentro de su problema de encontrar al desaparecido. Era un sacrificio que las aliviaba de algún modo.
José Aldunate

El vínculo con la Agrupación se mantuvo hasta su muerte.

### Activista de los derechos humanos
Tras el regreso a la democracia (1990), José Aldunate tiene una activa participación en la recuperación del ex centro de torturas de Villa Grimaldi como un lugar de memoria.  
Hasta muy avanzada edad, participa cada año en el Vía Crucis que se realiza en Viernes Santo en la Villa Grimaldi. Además, cuando se concreta la creación del Parque por la Paz Villa Grimaldi (1995) y se cierra simbólicamente el portón por donde ingresaban los detenidos en la dictadura, el padre Aldunate guarda la llave del candado hasta el 10 de diciembre de 2011 (día de los derechos humanos) en que con ocasión de un homenaje a su trayectoria, devuelve la llave a la directiva del Parque por la Paz, Villa Grimaldi. Al entregar las llaves, José Aldunate declaró: 

“Entrego el encargo de mantener siempre viva la memoria en Villa Grimaldi, y mantener el Parque Por la Paz. Para mí es una enorme satisfacción que se haya recuperado este lugar. Siento que mi vida no fue en vano”.

El  padre José Aldunate se mantiene activo y escribe columnas en medios de comunicación hasta que, a los 98 años, sufre un accidente cerebrovascular que lo deja con secuelas (17 de agosto de 2015) y lo obliga a retirarse del servicio público. Sus amigos y seguidores, no obstante, continúan visitándolo en la residencia de San Ignacio.

### Sacerdote centenario
El padre José Aldunate es, después de su hermano Carlos, el sacerdote jesuita más longevo de Chile.
El 5 de junio de 2017, cumplió 100 años.

## Homenajes y reconocimientos

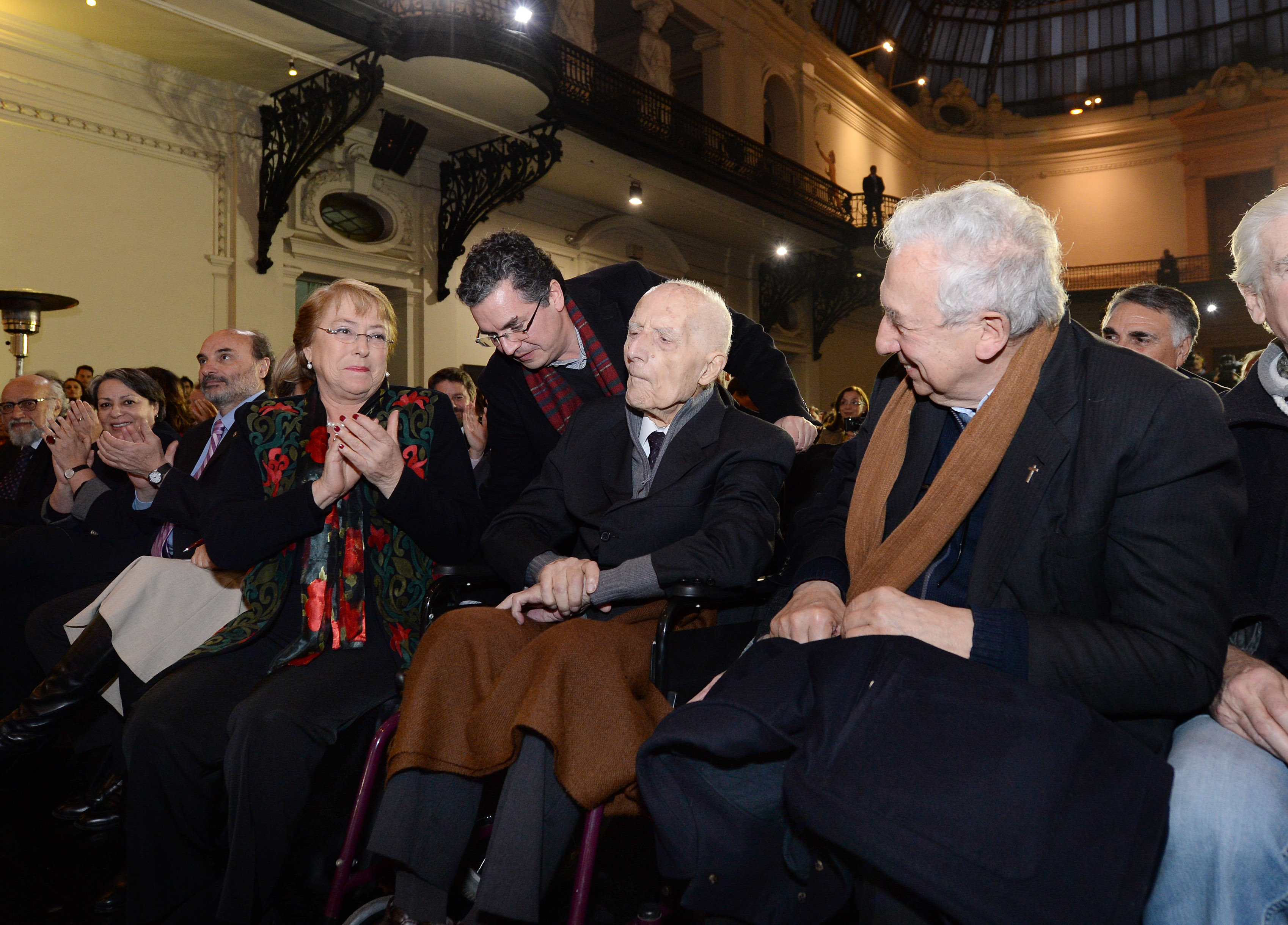
La presidenta Michelle Bachelet entrega el Premio Nacional de Derechos Humanos a José Aldunate, 2016.

Durante su larga trayectoria ligada a los derechos humanos, recibió múltiples homenajes y reconocimientos, entre los que se cuentan los siguientes: 
- En 1988, fue galardonado con el «Premio Nobel Alternativo de la Paz», otorgado por organismos no gubernamentales de la Comunidad Económica Europea.
- En los años 1990, recibió el «Premio Leonidas Proaño» y el de Amnistía Internacional.[25]
- En 2006, recibió el «Premio anual a la Dignidad Periodista Augusto Olivares», de Crónica Digital' [26]
- El 20 de junio de 2016, el Instituto Nacional de Derechos Humanos (INDH)[27]  le entrega el Premio Nacional de los Derechos Humanos de Chile,[28][29][30] en una ceremonia en el Museo de Bellas Artes, encabezada por la Presidenta Michelle Bachelet, en la que  se destaca su trayectoria como defensor de los derechos humanos y su trabajo en el Movimiento Sebastián Acevedo.[31][32] Con 99 años cumplidos y pese a su precario estado de salud, el  padre Aldunate  agradece su premiación en un breve discurso:

Esta es una página hermosa de respeto al hombre y a la humanidad. Lo que yo he podido hacer es una expresión de lo que he aprendido desde niño a través de mi contacto con Chile con mi patria. Le agradezco a mis padres, a mi congregación los Jesuitas, a la Iglesia Católica, a Chile en su conjunto, que ha podido ser para el mundo un ejemplo y un testimonio.
José Aldunate

- El 18 de agosto de 2016, la Municipalidad de Santiago lo declaró «hijo ilustre».[34]

## Fallecimiento
El 28 de septiembre de 2019 se informó que a la edad de 102 años falleció el Padre José Aldunate. Desde ese mismo día se inició una despedida donde concurrieron miembros de agrupaciones de derechos humanos para despedir al cura obrero que fue parte del Movimiento Sebastián Acevedo, quién participó de las acciones de denuncia de violaciones a los derechos humanos junto a la AFDD, como ayudó a la recuperación del sitio de Villa Grimaldi. Al día siguiente se realizó una masiva despedida en el Museo de la Memoria y los Derechos Humanos, donde participaron organismos de derechos humanos, artistas, miembros de estas agrupaciones entregaron su testimonio sobre el trabajo del cura obrero en la defensa de los derechos humanos. En el velorio intervino Mariano Puga, quién junto a José Aldunate participó en la experiencia de los curas obreros. El Museo de la Memoria presentó en el velorio un video sobre testimonios del trabajo del sacerdote. El Instituto Nacional de Derechos Humanos emitió un comunicado en el cual lamentaron el fallecimiento del Premio Nacional de Derechos Humanos año 2016. El 30 de septiembre se realizó la misa funeral en la Iglesia San Ignacio. Sus restos descansan en el cementerio de los jesuitas en la localidad de Padre Hurtado.

## Publicaciones
Fue autor de múltiples publicaciones en diversos medios de comunicación y revistas de especialidad. Entre sus libros, se encuentran los siguientes:
- Crónicas de una Iglesia Liberadora.
- Los derechos humanos y la Iglesia chilena: la doctrina de la Iglesia Católica de Chile sobre los derechos humanos, desde Medellín a Puebla: informe de investigación. José Aldunate Lyon; Fernando Castillo, Joaquín Silva. Santiago, Chile: ed. ECO educación y comunicaciones, 1984.
- Relaciones entre la ciencia económica y la moral en el pensamiento católico desde Taparelli hasta nuestros días. Bilbao, España: Pontificia Universidad Gregoriana, 1951.
- Derechos humanos: camino de reconciliación. Santiago, Chile: Ed. Paulinas, 1988.
- Derechos humanos, derechos de los pobres: José Aldunate, et al. Santiago, Chile: Ed. Rehue, 1992.
- Un peregrino cuenta su historia. Santiago: Ediciones Ignacianas, 2003.
- Una voz que empuja nuestra historia: 1973-2003. José Aldunate; editado por Hernán Vidal. Santiago, Chile: Mosquito Comunicaciones, 2004.
- Signos de los tiempos: crónicas de una década en dictadura. Santiago, Chile: LOM Ediciones, 2004.